# Балыктыколь (озеро, Аулиекольский район)
Балыктыколь (каз. Балықтыкөл) — озеро в Аулиекольском районе Костанайской области Казахстана. Находится в 8 км к западу от ж. д. ст. Каракалпак.
По данным топографической съёмки 1944 года, площадь поверхности озера составляет 3,31 км². Наибольшая длина озера — 2,4 км, наибольшая ширина — 2 км. Длина береговой линии составляет 7 км, развитие береговой линии — 1,08. Озеро расположено на высоте 208,1 м над уровнем моря.